# Manavee
manavee(マナビー)はかつて存在した、誰でも無料で大学受験生向けの講義が受けられるウェブ授業サービス。およびそれを運営する教育系NPO法人manaveeの旧称。

## 概要
「地理的・経済的な教育格差の是正」を目標に、インターネットがあれば誰でも勉強ができる学習環境を実現する活動を行っている。主な活動スタッフは大学生であり、東京大学をはじめ、北海道大学から九州大学まで全国30大学、300人近い学生らが「先生役」として協力している。

## 沿革
- 2010年10月 ： 東京大学にて活動開始
- 2010年12月 ： 授業動画数100本を突破
- 2011年12月 ： 授業動画数1,000本を突破
- 2012年2月 ： 登録ユーザー数1,000人を突破
- 2012年5月 ： NHKおはよう日本にて活動内容放送
- 2012年9月 ： 大阪府の高校と提携し「出張manavee」を実施
- 2012年11月 : 登録ユーザー数1万人を突破[2]
- 2013年1月 ： 大学入試センター試験即日解説動画を配信
- 2013年3月 ： 「manaveeSchool」開始
- 2013年10月 ： 登録ユーザ数3万人を突破
- 2014年1月 ： 授業動画数6,000本を突破[3]
- 2014年2月 ： 朝日のびのび教育賞 まなあさ賞受賞[4]
- 2015年9月 ： 団体名を「manavee」から 「まにゃびー」(manyavee) に変更[5]。
- 2017年3月31日 ： 運営終了

## 事業内容
- 『manavee』

現役難関大学生が授業動画を撮影し、インターネット上で提供するサービス。日本全国の大学生や社会人が先生となり、WEBを通じて無料で動画授業を提供している。
計19科目・10,000本以上の動画が投稿されており(2015年11月時点)、レベルや教科に合わせて自由にカリキュラムを組むことができる。全国の高校生など約5万人が視聴し、月間ページビューは60万にのぼる。

## 主なメディア掲載
- 2012年
  - 1月7日 『河北新報』 - 活動内容紹介[7]
  - 1月15日 『渋マガZ』 (NHKラジオ第1放送) - 代表者出演
  - 5月29日 『NHKニュースおはよう日本』 - 「けさのクローズアップ」にて活動内容紹介[8]
  - 9月14日 『毎日新聞』 - 活動内容紹介
  - 9月24日 『朝日新聞』 - 夕刊関西版社会面にて活動内容紹介[9]
  - 9月25日 『朝生ワイド す・またん!』 (読売テレビ) - 上記記事紹介
  - 10月4日 『笑福亭晃瓶のほっかほかラジオ』 (KBS京都) - 京都キャンパス代表者出演
  - 10月23日 『とことん全力投球!!妹尾和夫です』 (ABCラジオ) - 代表者出演
- 2013年
  - 2月26日 『読売新聞』 - 夕刊東京版1面にて活動内容紹介
  - 2月26日 『イブニングプレス donna』(日本テレビ系列) - 上記記事紹介
  - 3月11日 『AERA』- 「東大VS京大」コーナーにて代表者紹介
  - 4月5日 『読売新聞』 - 活動内容紹介[10]
  - 5月8日 『朝日新聞』 - 朝刊2面「ひと」欄にて代表者紹介[11]
  - 6月5日 『朝日新聞』 - 特集「オンライン授業の衝撃」にて活動内容紹介[12]
  - 6月6日 『朝日新聞』 - 生徒紹介[13]
  - 6月26日 『めざましテレビ』(フジテレビ) - 活動内容紹介[14]
  - 7月2日 『日経パソコン』 - 代表者インタビュー[15]
  - 7月22日 『熊本日日新聞』 - 代表者講演会紹介
  - 9月9日 『あさイチ』(NHK) - 活動内容紹介
  - 11月11日 『CAREER HACK』 - 活動内容紹介[16]
  - 11月22日 『ITmedia』 - 活動内容紹介[17]
- 2014年
  - 1月19日 『Mr.サンデー』(フジテレビ) - 代表者・活動内容紹介
  - 2月3日 『朝日新聞』 - まなあさ賞受賞[18]
  - 3月3日 『週刊エコノミスト』 - 代表者インタビュー